# Olympische Sommerspiele 1960/Ringen
Bei den XVII. Olympischen Sommerspielen 1960 in Rom fanden 16 Wettbewerbe im Ringen statt, je acht im Freistil und im griechisch-römischen Stil. Austragungsort war die Maxentiusbasilika am Rande des Forum Romanum.

## Bilanz

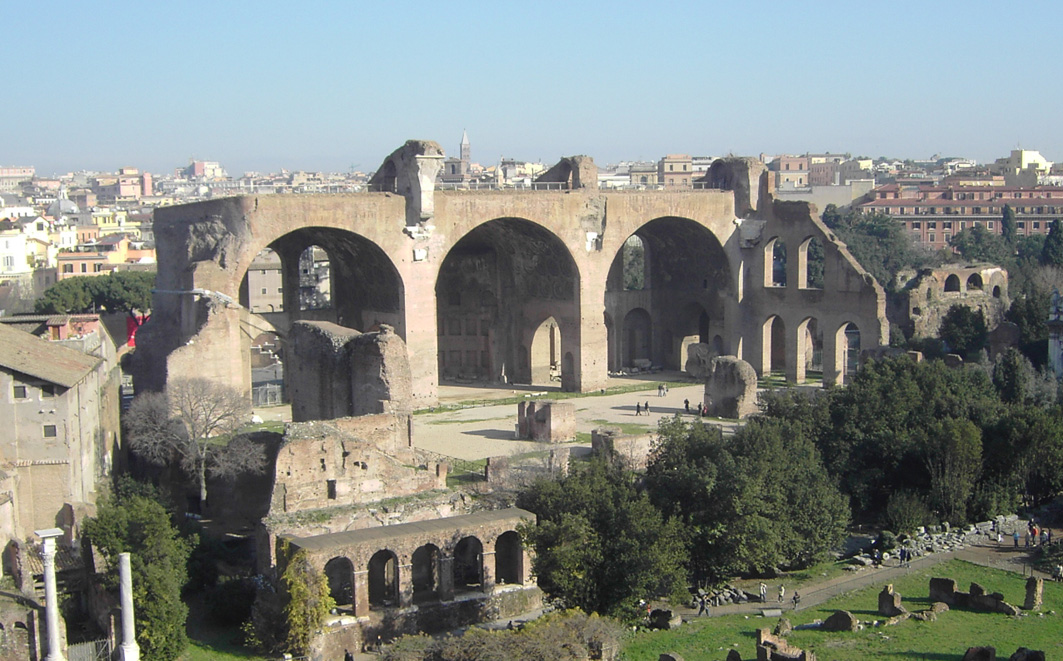
In den Tonnengewölben der Maxentiusbasilika waren die Ringermatten ausgelegt, auf dem Platz davor standen die Zuschauertribünen.

### Medaillenspiegel
| Platz | Land                          | Gold | Silber | Bronze | Gesamt |
| ----- | ----------------------------- | ---- | ------ | ------ | ------ |
| 1     | Türkei                        | 7    | 2      | –      | 9      |
| 2     | Sowjetunion                   | 3    | 2      | 5      | 10     |
| 3     | Vereinigte Staaten            | 3    | –      | –      | 3      |
| 4     | Bulgarien                     | 1    | 3      | 2      | 6      |
| 5     | Deutschland                   | 1    | 3      | –      | 4      |
| 6     | Rumänien                      | 1    | 1      | 1      | 3      |
| 7     | Iran                          | –    | 1      | 2      | 3      |
| 8     | Japan                         | –    | 1      | –      | 1      |
| 8     | Jugoslawien                   | –    | 1      | –      | 1      |
| 8     | Ungarn                        | –    | 1      | –      | 1      |
| 8     | Vereinigte Arabische Republik | –    | 1      | –      | 1      |
| 12    | Schweden                      | –    | –      | 2      | 2      |
| 13    | Frankreich                    | –    | –      | 1      | 1      |
| 13    | Pakistan                      | –    | –      | 1      | 1      |
| 13    | Polen                         | –    | –      | 1      | 1      |
| 13    | Tschechoslowakei              | –    | –      | 1      | 1      |

### Medaillengewinner
| Konkurrenz        | Gold               | Silber              | Bronze               |
| ----------------- | ------------------ | ------------------- | -------------------- |
| Fliegengewicht    | Ahmet Bilek        | Matsayuki Matsubara | Mohammad Seifpour    |
| Bantamgewicht     | Terrence McCann    | Nedschet Zalew      | Tadeusz Trojanowski  |
| Federgewicht      | Mustafa Dağıstanlı | Stantscho Kolew     | Wladimir Rubaschwili |
| Leichtgewicht     | Shelby Wilson      | Wladimir Sinjawski  | Enjo Waltschew       |
| Weltergewicht     | Douglas Blubaugh   | İsmail Ogan         | Muhammad Bashir      |
| Mittelgewicht     | Hasan Güngör       | Giorgi Schirtladse  | Hans Antonsson       |
| Halbschwergewicht | İsmet Atlı         | Gholamreza Takhti   | Anatoli Albul        |
| Schwergewicht     | Wilfried Dietrich  | Hamit Kaplan        | Sawkuds Dsarassow    |

| Konkurrenz        | Gold               | Silber               | Bronze               |
| ----------------- | ------------------ | -------------------- | -------------------- |
| Fliegengewicht    | Dumitru Pârvulescu | Osman El-Sayed       | Mohammad Paziraei    |
| Bantamgewicht     | Oleg Karawajew     | Ion Cernea           | Dinko Petrow         |
| Federgewicht      | Müzahir Sille      | Imre Polyák          | Konstantin Wyrupajew |
| Leichtgewicht     | Awtandil Koridse   | Branislav Martinović | Gustav Freij         |
| Weltergewicht     | Mithat Bayrak      | Günther Maritschnigg | René Schiermeyer     |
| Mittelgewicht     | Dimitar Dobrew     | Lothar Metz          | Ion Țăranu           |
| Halbschwergewicht | Tevfik Kış         | Krali Bimbalow       | Giwi Kartosia        |
| Schwergewicht     | Iwan Bohdan        | Wilfried Dietrich    | Bohumil Kubát        |

## Ergebnisse Freistil

### Fliegengewicht (bis 52 kg)
| Platz | Land | Sportler                  |
| ----- | ---- | ------------------------- |
| 1     | TUR  | Ahmet Bilek               |
| 2     | JPN  | Matsayuki Matsubara       |
| 3     | IRN  | Mohammad Ebrahim Seifpour |
| 4     | EUA  | Paul Neff                 |
| 5     | USA  | Gray Simons               |
| 6     | URS  | Ali Alijew                |
| 7     | BUL  | Nikola Dimitrow           |
| 8     | FRA  | André Zoete               |

Datum: 1. bis 6. September 1960 

17 Teilnehmer aus 17 Ländern

### Bantamgewicht (bis 57 kg)
| Platz | Land | Sportler                |
| ----- | ---- | ----------------------- |
| 1     | USA  | Terrence McCann         |
| 2     | BUL  | Nedschet Zalew          |
| 3     | POL  | Tadeusz Trojanowski     |
| 4     | JPN  | Tadashi Asai            |
| 5     | FIN  | Tauno Jaskari           |
| 6     | URS  | Michailo Schachow       |
| 7     | IRN  | Mohammad Mehdi Yaghoubi |
| 8     | ITA  | Luigi Chinazzo          |
| 9     | EUA  | Fred Kämmerer           |
|       |      |                         |
| 16    | SUI  | Paul Hänni              |

Datum: 1. bis 6. September 1960 

19 Teilnehmer aus 19 Ländern

### Federgewicht (bis 62 kg)
| Platz | Land | Sportler             |
| ----- | ---- | -------------------- |
| 1     | TUR  | Mustafa Dağıstanlı   |
| 2     | BUL  | Stantscho Kolew      |
| 3     | URS  | Wladimir Rubaschwili |
| 4     | JPN  | Tamiji Satō          |
| 5     | BEL  | Joseph Mewis         |
| 6     | PAK  | Muhammad Akhtar      |
| 7     | RSA  | Abe Geldenhuys       |
| 8     | IRN  | Mohammad Khadem      |
|       |      |                      |
| 16    | AUT  | Hans Marte           |
| 23    | SUI  | Ernst Meinhard       |

Datum: 1. bis 6. September 1960 

25 Teilnehmer aus 25 Ländern

### Leichtgewicht (bis 67 kg)
| Platz | Land | Sportler           |
| ----- | ---- | ------------------ |
| 1     | USA  | Shelby Wilson      |
| 2     | URS  | Wladimir Sinjawski |
| 3     | BUL  | Enjo Waltschew     |
| 4     | KOR  | Bong Chang-won     |
| 4     | IRN  | Mostafa Tajik      |
| 6     | ITA  | Garibaldo Nizzola  |
| 7     | FIN  | Martti Peltoniemi  |
| 8     | JPN  | Kazuo Abe          |
|       |      |                    |
| 17    | EUA  | Horst Bergmann     |

Datum: 1. bis 6. September 1960 

24 Teilnehmer aus 24 Ländern

### Weltergewicht (bis 73 kg)
| Platz | Land | Sportler             |
| ----- | ---- | -------------------- |
| 1     | USA  | Douglas Blubaugh     |
| 2     | TUR  | İsmail Ogan          |
| 3     | PAK  | Muhammad Bashir      |
| 4     | ITA  | Gaetano De Vescovi   |
| 4     | IRN  | Imam-Ali Habibi      |
| 4     | JPN  | Yutaka Kaneko        |
| 7     | RSA  | Coenraad de Villiers |
| 8     | SWE  | Åke Carlsson         |
| 9     | SUI  | Karl Bruggmann       |
| 9     | EUA  | Martin Heinze        |
|       |      |                      |
| 19    | AUT  | Franz Berger         |

Datum: 1. bis 6. September 1960 

23 Teilnehmer aus 23 Ländern

### Mittelgewicht (bis 79 kg)
| Platz | Land | Sportler           |
| ----- | ---- | ------------------ |
| 1     | TUR  | Hasan Güngör       |
| 2     | URS  | Giorgi Schirtladse |
| 3     | SWE  | Hans Antonsson     |
| 4     | USA  | Ed DeWitt          |
| 5     | BUL  | Prodan Gardschew   |
| 5     | HUN  | Géza Hollósi       |
| 5     | IND  | Madho Singh        |
| 8     | JPN  | Takashi Nagai      |
| 9     | EUA  | Georg Utz          |
|       |      |                    |
| 17    | CHE  | Henri Mottier      |

Datum: 1. bis 6. September 1960 

19 Teilnehmer aus 19 Ländern

### Halbschwergewicht (bis 87 kg)
| Platz | Land | Sportler          |
| ----- | ---- | ----------------- |
| 1     | TUR  | İsmet Atlı        |
| 2     | IRN  | Gholamreza Takhti |
| 3     | URS  | Anatoli Albul     |
| 4     | SWE  | Viking Palm       |
| 5     | USA  | Daniel Brand      |
| 6     | RSA  | Manie van Zyl     |
| 7     | IND  | Sajan Singh       |
| 8     | HUN  | György Gurics     |
|       |      |                   |
| 12    | CHE  | Eugen Holzherr    |
| 15    | EUA  | Dieter Rauchbach  |

Datum: 1. bis 6. September 1960 

19 Teilnehmer aus 19 Ländern

### Schwergewicht (über 87 kg)
| Platz | Land | Sportler                 |
| ----- | ---- | ------------------------ |
| 1     | EUA  | Wilfried Dietrich        |
| 2     | TUR  | Hamit Kaplan             |
| 3     | URS  | Sawkuds Dsarassow        |
| 4     | ITA  | Pietro Marascalchi       |
| 5     | BUL  | Ljutwi Dschiber Achmedow |
| 6     | HUN  | János Reznák             |
| 7     | SWE  | Bertil Antonsson         |
| 8     | USA  | William Kerslake         |
|       |      |                          |
| 15    | CHE  | Max Widmer               |

Datum: 1. bis 6. September 1960 

17 Teilnehmer aus 17 Ländern

## Ergebnisse griechisch-römischer Stil

### Fliegengewicht (bis 52 kg)
| Platz | Land | Sportler           |
| ----- | ---- | ------------------ |
| 1     | ROM  | Dumitru Pârvulescu |
| 2     | RAU  | Osman El-Sayed     |
| 3     | IRN  | Mohammad Paziraei  |
| 4     | JPN  | Takashi Hirata     |
| 5     | ITA  | Ignazio Fabra      |
| 5     | URS  | Iwan Kotschergin   |
| 7     | YUG  | Borivoje Vukov     |
| 8     | SWE  | Bengt Frännfors    |
|       |      |                    |
| 12    | CHE  | Franz Burkhard     |
| 14    | EUA  | Fritz Stange       |

Datum: 26. bis 31. August 1960 

18 Teilnehmer aus 18 Ländern

### Bantamgewicht (bis 57 kg)
| Platz | Land | Sportler            |
| ----- | ---- | ------------------- |
| 1     | URS  | Oleg Karawajew      |
| 2     | ROM  | Ion Cernea          |
| 3     | BUL  | Dinko Petrow        |
| 4     | SWE  | Edvin Vesterby      |
| 5     | TCH  | Jiří Švec           |
| 5     | TUR  | Yaşar Yılmaz        |
| 7     | JPN  | Masamitsu Ichiguchi |
| 8     | POL  | Bernard Knitter     |
|       |      |                     |
| 13    | AUT  | Franz Brunner       |
| 13    | EUA  | Ewald Tauer         |
| 17    | SUI  | Richard Debrunner   |
| 28    | LUX  | François Schlechter |

Datum: 26. bis 31. August 1960 

28 Teilnehmer aus 28 Ländern

### Federgewicht (bis 62 kg)
| Platz | Land | Sportler             |
| ----- | ---- | -------------------- |
| 1     | TUR  | Müzahir Sille        |
| 2     | HUN  | Imre Polyák          |
| 3     | URS  | Konstantin Wyrupajew |
| 4     | ITA  | Umberto Trippa       |
| 5     | ROM  | Mihai Șulț           |
| 6     | IRN  | Hossein Mollaghasemi |
| 6     | TCH  | Vojtech Tóth         |
| 8     | USA  | Lee Allen            |
|       |      |                      |
| 11    | AUT  | Hans Marte           |
| 11    | EUA  | Gottlieb Neumair     |
| 19    | SUI  | Joseph Schmid        |
| 22    | LUX  | Jean Schintgen       |

Datum: 26. bis 31. August 1960 

25 Teilnehmer aus 25 Ländern

### Leichtgewicht (bis 67 kg)
| Platz | Land | Sportler              |
| ----- | ---- | --------------------- |
| 1     | URS  | Awtandil Koridse      |
| 2     | YUG  | Branislav Martinović  |
| 3     | SWE  | Gustav Freij          |
| 4     | TCH  | Karel Matoušek        |
| 5     | ROM  | Dumitru Gheorghe      |
| 5     | POL  | Ernest Gondzik        |
| 5     | TUR  | Adil Güngör           |
| 5     | JPN  | Mitsuharu Kitamura    |
| 5     | FIN  | Kyösti Lehtonen       |
| 5     | FRA  | Jacques Pourtau       |
|       |      |                       |
| 12    | AUT  | Bartholomäus Brötzner |
| 21    | EUA  | Edmund Seger          |

Datum: 26. bis 31. August 1960 

23 Teilnehmer aus 23 Ländern

### Weltergewicht (bis 73 kg)
| Platz | Land | Sportler             |
| ----- | ---- | -------------------- |
| 1     | TUR  | Mithat Bayrak        |
| 2     | EUA  | Günther Maritschnigg |
| 3     | FRA  | René Schiermeyer     |
| 4     | YUG  | Stevan Horvat        |
| 5     | URS  | Grigori Gamarnik     |
| 6     | FIN  | Matti Laakso         |
| 7     | HUN  | Antal Rizmayer       |
| 8     | CHE  | Hansjörg Hirschbühl  |
|       |      |                      |
| 12    | AUT  | Franz Berger         |
| 20    | LUX  | Bernard Philippe     |

Datum: 26. bis 31. August 1960 

27 Teilnehmer aus 27 Ländern

### Mittelgewicht (bis 79 kg)
| Platz | Land | Sportler              |
| ----- | ---- | --------------------- |
| 1     | BUL  | Dimitar Dobrew        |
| 2     | EUA  | Lothar Metz           |
| 3     | ROM  | Ion Țăranu            |
| 4     | TUR  | Kâzım Ayvaz           |
| 5     | POL  | Bolesław Dubicki      |
| 5     | URS  | Nikolai Tschutschalow |
| 7     | LIB  | Yacoub Romanos        |
| 8     | USA  | Russell Camilleri     |
|       |      |                       |
| 15    | SUI  | Charles Berthoud      |
| 21    | AUT  | Helmut Längle         |
| 21    | LUX  | Raymond Schummer      |

Datum: 26. bis 31. August 1960 

24 Teilnehmer aus 24 Ländern

### Halbschwergewicht (bis 87 kg)
| Platz | Land | Sportler                |
| ----- | ---- | ----------------------- |
| 1     | TUR  | Tevfik Kış              |
| 2     | BUL  | Krali Bimbalow          |
| 3     | URS  | Giwi Kartosia           |
| 4     | HUN  | Péter Piti              |
| 5     | FIN  | Antero Vanhane          |
| 6     | ESP  | José Panizo             |
| 7     | ROM  | Gheorghe Popovici       |
| 8     | AUT  | Eugen Wiesberger junior |
| 9     | EUA  | Herbert Albrecht        |
|       |      |                         |
| 12    | SUI  | Kurt Rusterholz         |

Datum: 26. bis 31. August 1960 

17 Teilnehmer aus 17 Ländern

### Schwergewicht (über 87 kg)
| Platz | Land | Sportler          |
| ----- | ---- | ----------------- |
| 1     | URS  | Iwan Bohdan       |
| 2     | EUA  | Wilfried Dietrich |
| 3     | TCH  | Bohumil Kubát     |
| 4     | HUN  | István Kozma      |
| 5     | POL  | Lucjan Sosnowski  |
| 6     | BUL  | Radoslaw Kassabow |
| 7     | ITA  | Adelmo Bulgarelli |
| 8     | SWE  | Ragnar Svensson   |

Datum: 26. bis 31. August 1960 

12 Teilnehmer aus 12 Ländern